# Single numer jeden w roku 2010 (Japonia)
Notowanie Weekly Singles Chart (jap. 週間シングルチャート Shūkan Shinguru Chāto) przedstawia najlepiej sprzedające się single w Japonii. Publikowane jest ono przez magazyn Oricon Style, a dane kompletowane są przez Oricon w oparciu o cotygodniowe wyniki sprzedaży fizycznej singli. Poniżej znajdują się tabele prezentujące najpopularniejsze single w danych tygodniach w roku 2010.
Notowanie Billboard Japan Hot 100 przedstawia najpopularniejsze single w Japonii. Publikowane jest ono przez magazyn Billboard i Hanshin Contents Link, a dane kompletowane są w oparciu o sprzedaż CD singli (udostępniane przez SoundScan Japan) oraz częstotliwość emitowania piosenek na antenach japońskich stacji radiowych (udostępniane przez firmę Plantech). Od grudnia 2010 roku uzupełniono informacje o dane sprzedaży w sklepach internetowych, jak również dane sprzedaży z iTunes Japan.

## Oricon Weekly Singles Chart
| Data            | Singel | Wykonawca              | Źródło |
| --------------- | --- | ---------------------- | ------ |
| 4 stycznia      | „GIFT ~Shiro~” (jap. GIFT 〜白〜)                                                                               | Kanjani ∞              | [ 1 ]  |
| 11 stycznia     | wstrzymanie publikacji                                                                                          | wstrzymanie publikacji |        |
| 18 stycznia     | „You were.../BALLAD”                                                                                            | Ayumi Hamasaki         | [ 2 ]  |
| 25 stycznia     | „PHANTOM MINDS”                                                                                                 | Nana Mizuki            | [ 3 ]  |
| 1 lutego        | „GLORIA” | YUI                    | [ 4 ]  |
| 8 lutego        | „BREAK OUT!” | Tōhōshinki             | [ 5 ]  |
| 15 lutego       | „Modorenai ashita” (jap. 戻れない明日)                                                                          | aiko                   | [ 6 ]  |
| 22 lutego       | „Love yourself ~Kimi ga kirai na kimi ga suki~” (jap. Love yourself 〜君が嫌いな君が好き〜)                     | KAT-TUN                | [ 7 ]  |
| 1 marca         | „Sakura no shiori” (jap. 桜の栞)                                                                                | AKB48                  | [ 8 ]  |
| 8 marca         | „Hitomi no Screen” (jap. 瞳のスクリーン)                                                                        | Hey! Say! JUMP         | [ 9 ]  |
| 15 marca        | „Troublemaker”                                                                                                  | Arashi                 | [ 10 ] |
| 22 marca        | „Lion” (jap. ライオン)                                                                                          | Yūsuke                 | [ 11 ] |
| 29 marca        | „Akkanbē bashi” (jap. アッカンベー橋)                                                                           | Watariroka Hashiritai  | [ 12 ] |
| 5 kwietnia      | „Toki o tomete” (jap. 時ヲ止メテ)                                                                               | Tōhōshinki             | [ 13 ] |
| 12 kwietnia     | „Sakura Girl” (jap. さくらガール)                                                                               | NEWS                   | [ 14 ] |
| 19 kwietnia     | „Yūki 100%” (jap. 勇気100%)                                                                                     | NYC                    | [ 15 ] |
| 26 kwietnia     | „HAPPY” | Bump of Chicken        | [ 16 ] |
| 3 maja          | „Mahō no ryōri ~Kimi kara kimi e~” (jap. 魔法の料理 〜君から君へ〜)                                             | Bump of Chicken        | [ 17 ] |
| 10 maja         | „GO! GO! MANIAC”                                                                                                | Hōkago Tea Time        | [ 18 ] |
| 17 maja         | „Aitai riyū/Dream After Dream ~Yume kara sameta yume~” (jap. 逢いたい理由/Dream After Dream 〜夢から醒めた夢〜) | AAA                    | [ 19 ] |
| 24 maja         | „Going!” | KAT-TUN                | [ 20 ] |
| 31 maja         | „Monster” | Arashi                 | [ 21 ] |
| 7 czerwca       | „Ponytail to shushu” (jap. ポニーテールとシュシュ)                                                              | AKB48                  | [ 22 ] |
| 14 czerwca      | „to Mother” | YUI                    | [ 23 ] |
| 21 czerwca      | „Ring a Ding Dong”                                                                                              | Kaela Kimura           | [ 24 ] |
| 28 czerwca      | „-Haruka-” (jap. -遥か-)                                                                                        | Tokio                  | [ 25 ] |
| 5 lipca         | „Okay” | Kōshi Inaba            | [ 26 ] |
| 12 lipca        | „Wonderful World!!”                                                                                             | Kanjani ∞              | [ 27 ] |
| 19 lipca        | „To be free” | Arashi                 | [ 28 ] |
| 26 lipca        | „MOON/blossom”                                                                                                  | Ayumi Hamasaki         | [ 29 ] |
| 2 sierpnia      | „Kokoro no hane” (jap. 心の羽根)                                                                                | Team Dragon from AKB48 | [ 30 ] |
| 9 sierpnia      | „One in a million”                                                                                              | Tomohisa Yamashita     | [ 31 ] |
| 16 sierpnia     | „This is love”                                                                                                  | SMAP                   | [ 32 ] |
| 23 sierpnia     | „Hotaru/Shōnen” (jap. 蛍/少年)                                                                                  | Masaharu Fukuyama      | [ 33 ] |
| 30 sierpnia     | „Heavy Rotation” (jap. ヘビーローテーション)                                                                    | AKB48                  | [ 34 ] |
| 6 września      | „Life ~Me no mae no mukō e~” (jap. LIFE〜目の前の向こうへ〜)                                                    | Kanjani ∞              | [ 35 ] |
| 13 września     | „only dreaming/Catch”                                                                                           | V6                     | [ 36 ] |
| 20 września     | „Love Rainbow”                                                                                                  | Arashi                 | [ 37 ] |
| 27 września     | „Motto tsuyoku” (jap. もっと強く)                                                                               | Exile                  | [ 38 ] |
| 4 października  | „crossroad” | Ayumi Hamasaki         | [ 39 ] |
| 11 października | „L” | Ayumi Hamasaki         | [ 40 ] |
| 18 października | „Dear Snow” | Arashi                 | [ 41 ] |
| 25 października | „Uchūhikōshi e no tegami/Motorcycle” (jap. 宇宙飛行士への手紙/モーターサイクル)                                 | Bump of Chicken        | [ 42 ] |
| 1 listopada     | „Yoku asobi yoku manabe” (jap. よく遊びよく学べ)                                                                | NYC                    | [ 43 ] |
| 8 listopada     | „Beginner” | AKB48                  | [ 44 ] |
| 15 listopada    | „Fighting Man”                                                                                                  | NEWS                   | [ 45 ] |
| 22 listopada    | „Hatenai sora” (jap. 果てない空)                                                                                | Arashi                 | [ 46 ] |
| 29 listopada    | „CHANGE UR WORLD”                                                                                               | KAT-TUN                | [ 47 ] |
| 6 grudnia       | „Ai wa takaramono” (jap. 愛はタカラモノ)                                                                        | Tackey & Tsubasa       | [ 48 ] |
| 13 grudnia      | „Family ~Hitotsu ni naru koto” (jap. Family 〜ひとつになること)                                                 | KinKi Kids             | [ 49 ] |
| 20 grudnia      | „Chance no junban” (jap. チャンスの順番)                                                                        | AKB48                  | [ 50 ] |
| 27 grudnia      | „„Arigatō” ~Sekai no doko ni ite mo~” (jap. 「ありがとう」〜世界のどこにいても〜)                               | Hey! Say! JUMP         | [ 51 ] |

## BillboardJapan Hot 100
| Data            | Utwór                                                                                       | Wykonawca              | Źródło  |
| --------------- | ------------------------------------------------------------------------------------------- | ---------------------- | ------- |
| 4 stycznia      | „Fuyu koi” (jap. 冬恋)                                                                      | Kanjani ∞              | [ 52 ]  |
| 11 stycznia     | wstrzymanie publikacji                                                                      | wstrzymanie publikacji |         |
| 18 stycznia     | „Fly away”                                                                                  | Rake                   | [ 53 ]  |
| 25 stycznia     | „Fly away”                                                                                  | Rake                   | [ 54 ]  |
| 1 lutego        | „GLORIA”                                                                                    | YUI                    | [ 55 ]  |
| 8 lutego        | „BREAK OUT!”                                                                                | Tōhōshinki             | [ 56 ]  |
| 15 lutego       | „Modorenai ashita” (jap. 戻れない明日)                                                      | aiko                   | [ 57 ]  |
| 22 lutego       | „Love yourself ~Kimi ga kirai na kimi ga suki~” (jap. Love yourself 〜君が嫌いな君が好き〜) | KAT-TUN                | [ 58 ]  |
| 1 marca         | „Sakura no shiori” (jap. 桜の栞)                                                            | AKB48                  | [ 59 ]  |
| 8 marca         | „Hitomi no Screen” (jap. 瞳のスクリーン)                                                    | Hey! Say! JUMP         | [ 60 ]  |
| 15 marca        | „Troublemaker”                                                                              | Arashi                 | [ 61 ]  |
| 22 marca        | „Troublemaker”                                                                              | Arashi                 | [ 62 ]  |
| 29 marca        | „SAKURA”                                                                                    | Monkey Majik           | [ 63 ]  |
| 5 kwietnia      | „Toki o tomete” (jap. 時ヲ止メテ)                                                           | Tōhōshinki             | [ 64 ]  |
| 12 kwietnia     | „Sakura Girl” (jap. さくらガール)                                                           | NEWS                   | [ 65 ]  |
| 19 kwietnia     | „Yūki 100%” (jap. 勇気100%)                                                                 | NYC                    | [ 66 ]  |
| 26 kwietnia     | „HAPPY”                                                                                     | Bump of Chicken        | [ 67 ]  |
| 3 maja          | „Mahō no ryōri ~Kimi kara kimi e~” (jap. 魔法の料理 〜君から君へ〜)                         | Bump of Chicken        | [ 68 ]  |
| 10 maja         | „GO! GO! MANIAC”                                                                            | Hōkago Tea Time        | [ 69 ]  |
| 17 maja         | „Arigatō” (jap. ありがとう)                                                                 | Hey! Say! JUMP         | [ 70 ]  |
| 24 maja         | „Going!”                                                                                    | KAT-TUN                | [ 71 ]  |
| 31 maja         | „Monster”                                                                                   | Arashi                 | [ 72 ]  |
| 7 czerwca       | „Ponytail to shushu” (jap. ポニーテールとシュシュ)                                          | AKB48                  | [ 73 ]  |
| 14 czerwca      | „Rain” (jap. レイン)                                                                        | SID                    | [ 74 ]  |
| 21 czerwca      | „VICTORY”                                                                                   | Exile                  | [ 75 ]  |
| 28 czerwca      | „VICTORY”                                                                                   | Exile                  | [ 76 ]  |
| 5 lipca         | „Okay”                                                                                      | Kōshi Inaba            | [ 77 ]  |
| 12 lipca        | „Wonderful World!!”                                                                         | Kanjani ∞              | [ 78 ]  |
| 19 lipca        | „To be free”                                                                                | Arashi                 | [ 79 ]  |
| 26 lipca        | „To be free”                                                                                | Arashi                 | [ 80 ]  |
| 2 sierpnia      | „This is love”                                                                              | SMAP                   | [ 81 ]  |
| 9 sierpnia      | „One in a million”                                                                          | Tomohisa Yamashita     | [ 82 ]  |
| 16 sierpnia     | „This is love”                                                                              | SMAP                   | [ 83 ]  |
| 23 sierpnia     | „Hotaru” (jap. 蛍)                                                                          | Masaharu Fukuyama      | [ 84 ]  |
| 30 sierpnia     | „Heavy Rotation” (jap. ヘビーローテーション)                                                | AKB48                  | [ 85 ]  |
| 6 września      | „Life ~Me no mae no mukō e~” (jap. LIFE〜目の前の向こうへ〜)                                | Kanjani ∞              | [ 86 ]  |
| 13 września     | Wildflower”                                                                                 | Superfly               | [ 87 ]  |
| 20 września     | „Love Rainbow”                                                                              | Arashi                 | [ 88 ]  |
| 27 września     | „Motto tsuyoku” (jap. もっと強く)                                                           | Exile                  | [ 89 ]  |
| 4 października  | „Motto tsuyoku” (jap. もっと強く)                                                           | Exile                  | [ 90 ]  |
| 11 października | „Kimi ni todoke” (jap. 君に届け)                                                            | flumpool               | [ 91 ]  |
| 18 października | „Dear Snow”                                                                                 | Arashi                 | [ 92 ]  |
| 25 października | „Uchūhikōshi e no tegami” (jap. 宇宙飛行士への手紙)                                         | Bump of Chicken        | [ 93 ]  |
| 1 listopada     | „Yoku asobi yoku manabe” (jap. よく遊びよく学べ)                                            | NYC                    | [ 94 ]  |
| 8 listopada     | „Beginner”                                                                                  | AKB48                  | [ 95 ]  |
| 15 listopada    | „Fighting Man”                                                                              | NEWS                   | [ 96 ]  |
| 22 listopada    | „Hatenai sora” (jap. 果てない空)                                                            | Arashi                 | [ 97 ]  |
| 29 listopada    | „CHANGE UR WORLD”                                                                           | KAT-TUN                | [ 98 ]  |
| 6 grudnia       | „Goodbye Happiness”                                                                         | Hikaru Utada           | [ 99 ]  |
| 13 grudnia      | „Family ~Hitotsu ni naru koto” (jap. Family 〜ひとつになること)                             | KinKi Kids             | [ 100 ] |
| 20 grudnia      | „Chance no junban” (jap. チャンスの順番)                                                    | AKB48                  | [ 101 ] |
| 27 grudnia      | „„Arigatō” ~Sekai no doko ni ite mo~” (jap. 「ありがとう」〜世界のどこにいても〜)           | Hey! Say! JUMP         | [ 102 ] |